# Жиропіт вовни овець
Жиропі́т во́вни — це суміш вовнового жиру (ланоліну) та поту.

## Оцінка
Оцінюють візуально, органолептично та лабораторно за:
- кольором — візуально (бажано — білий, світлий, світло-кремовий);
- кількістю — органолептично (бажано — помірна);
- якістю — візуально (висока якість — незначна вимитість та забрудненість верхівки штапелю: на боці не більше 1/3 довжини; на спині не більше ½ довжини);
- лабораторно — за співвідношенням жиру та солей поту (низька якість 1:3, бажана 1:1, низька 1:0,3).